# Liste der Museen in Amberg
Die Liste der Museen in Amberg gibt einen Überblick über aktuelle und ehemalige Museen in der kreisfreien Stadt Amberg in Bayern.

## Aktuelle Museen
| Name               | Kurzbeschreibung | gegründet/ eröffnet | Träger           | Standort                     | Bild           | Link |
| ------------------ | --- | ------------------- | ---------------- | ---------------------------- | -------------- | ---- |
| Luftmuseum         | Das auf Initiative des Künstlers Wilhelm Koch gegründete Museum bietet Ausstellungen und Veranstaltungen rund um das Thema Luft. | 2006                | Luftmuseum e. V. | Klösterl                     | weitere Bilder |      |
| Stadtmuseum Amberg | Das Museum zeigt Exponate zu vielfältigen Themen der Stadtgeschichte, Gesundheitswesen, Handel, Handwerk und Industrie. Separate Ausstellungsbereiche widmen sich dem Künstler Michael Mathias Prechtl und dem vom Amberger Unternehmer Josef Friedrich Schmidt entworfenen Spiel Mensch ärgere Dich nicht. | 1902                | Stadt Amberg     | Baustadel mit modernem Anbau | weitere Bilder |      |

## Ehemalige Museen
| Name                                 | Kurzbeschreibung | gegründet/ eröffnet | geschlossen/ aufgelöst | Träger           | Standort                                         | Bild | Link |
| ------------------------------------ | --- | ------------------- | ---------------------- | ---------------- | ------------------------------------------------ | ---- | ---- |
| Archäologisches Museum der Oberpfalz | Das Zweigmuseum der Archäologischen Staatssammlung München wurde wegen geringer Besucherzahlen im Einvernehmen mit der Stadt Amberg geschlossen. | 1991                | 2012                   | Freistaat Bayern | Obergeschoss des Neubaus des Stadtmuseums Amberg |      |      |